# Grand Prix Południowej Afryki 1978
Grand Prix Południowej Afryki 1978 (oryg. Citizen & Asseng South African Grand Prix) – trzecia runda Mistrzostw Świata Formuły 1 w sezonie 1978, która odbyła się 4 marca 1978, po raz 12. na torze Kyalami.
24. Grand Prix Południowej Afryki, 15. zaliczane do Mistrzostw Świata Formuły 1.
W wyścigu zadebiutowały Ferrari 312T3 oraz Brabham BT46. Wygrał go Ronnie Peterson, walcząc na ostatnim okrążeniu z Patrickiem Depaillerem. Największą niespodzianką była jednak postawa młodego Riccardo Patrese (Arrows) – prowadził on w wyścigu do 63 okrążenia, kiedy to zepsuł mu się silnik.

## Lista startowa
| Nr | Kierowca              | Zespół                          | Samochód       | Silnik             | Opony |
| -- | --------------------- | ------------------------------- | -------------- | ------------------ | ----- |
| 1  | Niki Lauda            | Parmalat Racing Team            | Brabham BT46   | Alfa Romeo 3.0 B12 | G     |
| 2  | John Watson           | Parmalat Racing Team            | Brabham BT46   | Alfa Romeo 3.0 B12 | G     |
| 3  | Didier Pironi         | Elf Team Tyrrell                | Tyrrell 008    | Ford DFV 3.0 V8    | G     |
| 4  | Patrick Depailler     | Elf Team Tyrrell                | Tyrrell 008    | Ford DFV 3.0 V8    | G     |
| 5  | Mario Andretti        | John Player Team Lotus          | Lotus 78       | Ford DFV 3.0 V8    | G     |
| 6  | Ronnie Peterson       | John Player Team Lotus          | Lotus 78       | Ford DFV 3.0 V8    | G     |
| 7  | James Hunt            | Marlboro Team McLaren           | McLaren M26    | Ford DFV 3.0 V8    | G     |
| 8  | Patrick Tambay        | Marlboro Team McLaren           | McLaren M26    | Ford DFV 3.0 V8    | G     |
| 9  | Jochen Mass           | ATS Racing                      | ATS HS1        | Ford DFV 3.0 V8    | G     |
| 10 | Jean-Pierre Jarier    | ATS Racing                      | ATS HS1        | Ford DFV 3.0 V8    | G     |
| 11 | Carlos Reutemann      | Scuderia Ferrari                | Ferrari 312T3  | Ferrari 3.0 B12    | M     |
| 12 | Gilles Villeneuve     | Scuderia Ferrari                | Ferrari 312T3  | Ferrari 3.0 B12    | M     |
| 14 | Emerson Fittipaldi    | Fittipaldi Automotive           | Fittipaldi F5A | Ford DFV 3.0 V8    | G     |
| 15 | Jean-Pierre Jabouille | Equipe Renault Elf              | Renault RS01   | Renault 1.5 V6T    | M     |
| 16 | Hans-Joachim Stuck    | Shadow Racing Team              | Shadow DN9     | Ford DFV 3.0 V8    | G     |
| 17 | Clay Regazzoni        | Shadow Racing Team              | Shadow DN9     | Ford DFV 3.0 V8    | G     |
| 18 | Rupert Keegan         | Beta Team Surtees               | Surtees TS20   | Ford DFV 3.0 V8    | G     |
| 19 | Vittorio Brambilla    | Beta Team Surtees               | Surtees TS20   | Ford DFV 3.0 V8    | G     |
| 20 | Jody Scheckter        | Walter Wolf Racing              | Wolf WR5       | Ford DFV 3.0 V8    | G     |
| 22 | Lamberto Leoni        | Team Tissot Ensign              | Ensign N177    | Ford DFV 3.0 V8    | G     |
| 24 | Eddie Cheever         | Olympus Cameras Hesketh Racing  | Hesketh 308E   | Ford DFV 3.0 V8    | G     |
| 25 | Héctor Rebaque        | Team Rebaque                    | Lotus 78       | Ford DFV 3.0 V8    | G     |
| 26 | Jacques Laffite       | Ligier Gitanes                  | Ligier JS9     | Matra 3.0 V12      | G     |
| 27 | Alan Jones            | Williams Grand Prix Engineering | Williams FW06  | Ford DFV 3.0 V8    | G     |
| 30 | Brett Lunger          | BS Fabrications                 | McLaren M26    | Ford DFV 3.0 V8    | G     |
| 31 | René Arnoux           | Automobiles Martini             | Martini Mk23   | Ford DFV 3.0 V8    | G     |
| 32 | Keke Rosberg          | Theodore Racing Hong Kong       | Wolf WR3       | Ford DFV 3.0 V8    | G     |
| 35 | Riccardo Patrese      | Arrows Racing Team              | Arrows A1      | Ford DFV 3.0 V8    | G     |
| 36 | Rolf Stommelen        | Arrows Racing Team              | Arrows A1      | Ford DFV 3.0 V8    | G     |
| 37 | Arturo Merzario       | Team Merzario                   | Merzario A1    | Ford DFV 3.0 V8    | G     |
| Nr | Kierowca              | Zespół                          | Samochód       | Silnik             | Opony |

## Wyniki

### Kwalifikacje
| P                       | Nr | Kierowca              | Konstruktor(-silnik) | Opony | Czas     | Odstęp   | Strata   |
| ----------------------- | -- | --------------------- | -------------------- | ----- | -------- | -------- | -------- |
| 1                       | 1  | Niki Lauda            | Brabham-Alfa Romeo   | G     | 1:11,650 | -        | -        |
| 2                       | 5  | Mario Andretti        | Lotus-Ford           | G     | 1:11,890 | 0:00,240 | 0:00,240 |
| 3                       | 7  | James Hunt            | McLaren-Ford         | G     | 1:12,120 | 0:00,230 | 0:00,470 |
| 4                       | 8  | Patrick Tambay        | McLaren-Ford         | G     | 1:12,274 | 0:00,154 | 0:00,624 |
| 5                       | 20 | Jody Scheckter        | Wolf-Ford            | G     | 1:12,293 | 0:00,019 | 0:00,643 |
| 6                       | 15 | Jean-Pierre Jabouille | Renault              | M     | 1:12,331 | 0:00,038 | 0:00,681 |
| 7                       | 35 | Riccardo Patrese      | Arrows-Ford          | G     | 1:12,447 | 0:00,116 | 0:00,797 |
| 8                       | 12 | Gilles Villeneuve     | Ferrari              | M     | 1:12,466 | 0:00,019 | 0:00,816 |
| 9                       | 11 | Carlos Reutemann      | Ferrari              | M     | 1:12,485 | 0:00,019 | 0:00,835 |
| 10                      | 2  | John Watson           | Brabham-Alfa Romeo   | G     | 1:12,581 | 0:00,096 | 0:00,931 |
| 11                      | 6  | Ronnie Peterson       | Lotus-Ford           | G     | 1:12,888 | 0:00,307 | 0:01,238 |
| 12                      | 4  | Patrick Depailler     | Tyrrell-Ford         | G     | 1:12,917 | 0:00,029 | 0:01,267 |
| 13                      | 3  | Didier Pironi         | Tyrrell-Ford         | G     | 1:13,310 | 0:00,393 | 0:01,660 |
| 14                      | 26 | Jacques Laffite       | Ligier-Matra         | G     | 1:13,330 | 0:00,020 | 0:01,680 |
| 15                      | 14 | Emerson Fittipaldi    | Fittipaldi-Ford      | G     | 1:13,397 | 0:00,067 | 0:01,747 |
| 16                      | 9  | Jochen Mass           | ATS-Ford             | G     | 1:13,522 | 0:00,125 | 0:01,872 |
| 17                      | 10 | Jean-Pierre Jarier    | ATS-Ford             | G     | 1:14,021 | 0:00,499 | 0:02,371 |
| 18                      | 27 | Alan Jones            | Williams-Ford        | G     | 1:14,059 | 0:00,038 | 0:02,409 |
| 19                      | 30 | Brett Lunger          | McLaren-Ford         | G     | 1:14,194 | 0:00,135 | 0:02,544 |
| 20                      | 19 | Vittorio Brambilla    | Surtees-Ford         | G     | 1:14,213 | 0:00,019 | 0:02,563 |
| 21                      | 36 | Rolf Stommelen        | Arrows-Ford          | G     | 1:14,376 | 0:00,163 | 0:02,726 |
| 22                      | 25 | Héctor Rebaque        | Lotus-Ford           | G     | 1:14,385 | 0:00,009 | 0:02,735 |
| 23                      | 18 | Rupert Keegan         | Surtees-Ford         | G     | 1:14,453 | 0:00,068 | 0:02,803 |
| 24                      | 32 | Keke Rosberg          | Wolf-Ford            | G     | 1:14,501 | 0:00,048 | 0:02,851 |
| 25                      | 24 | Eddie Cheever         | Hesketh-Ford         | G     | 1:14,702 | 0:00,201 | 0:03,052 |
| 26                      | 37 | Arturo Merzario       | Merzario-Ford        | G     | 1:15,009 | 0:00,307 | 0:03,359 |
| Nie zakwalifikowali się |    |                       |                      |       |          |          |          |
| 27                      | 31 | René Arnoux           | Martini-Ford         | G     | 1:15,067 | 0:00,058 | 0:03,417 |
| 28                      | 17 | Clay Regazzoni        | Shadow-Ford          | G     | 1:15,153 | 0:00,086 | 0:03,503 |
| 29                      | 22 | Lamberto Leoni        | Ensign-Ford          | G     | 1:15,230 | 0:00,077 | 0:03,580 |
| 30                      | 16 | Hans-Joachim Stuck    | Shadow-Ford          | G     | 1:15,297 | 0:00,067 | 0:03,647 |
| P                       | Nr | Kierowca              | Konstruktor(-silnik) | Opony | Czas     | Odstęp   | Strata   |

### Wyścig
| P                 | Nr | Kierowca | Konstruktor           | Opony              | Okr. | Czas / Strata | Komentarz               |                 |
| ----------------- | -- | -------- | --------------------- | ------------------ | ---- | ------------- | ----------------------- | --------------- |
| 1                 |    | 6        | Ronnie Peterson       | Lotus-Ford         | G    | 78            | 1h42m15s767             |                 |
| 2                 |    | 4        | Patrick Depailler     | Tyrrell-Ford       | G    | 78            | 1h42m16s233 (+0:00,466) |                 |
| 3                 |    | 2        | John Watson           | Brabham-Alfa Romeo | G    | 78            | 1h42m20s209 (+0:04,442) |                 |
| 4                 |    | 27       | Alan Jones            | Williams-Ford      | G    | 78            | 1h42m54s753 (+0:38,986) |                 |
| 5                 |    | 26       | Jacques Laffite       | Ligier-Matra       | G    | 78            | 1h43m24s985 (+1:09,218) |                 |
| 6                 |    | 3        | Didier Pironi         | Tyrrell-Ford       | G    | 77            | + 1 okr.                |                 |
| 7                 |    | 5        | Mario Andretti        | Lotus-Ford         | G    | 77            | + 1 okr.                |                 |
| 8                 |    | 10       | Jean-Pierre Jarier    | ATS-Ford           | G    | 77            | + 1 okr.                |                 |
| 9                 |    | 36       | Rolf Stommelen        | Arrows-Ford        | G    | 77            | + 1 okr.                |                 |
| 10                |    | 25       | Héctor Rebaque        | Lotus-Ford         | G    | 77            | + 1 okr.                |                 |
| 11                |    | 30       | Brett Lunger          | McLaren-Ford       | G    | 76            | + 2 okr.                |                 |
| 12                |    | 19       | Vittorio Brambilla    | Surtees-Ford       | G    | 76            | + 2 okr.                |                 |
| Niesklasyfikowani |    |          |                       |                    |      |               |                         |                 |
|                   |    | 35       | Riccardo Patrese      | Arrows-Ford        | G    | 63            | + 15 okr.               | silnik          |
|                   |    | 20       | Jody Scheckter        | Wolf-Ford          | G    | 59            | - 19 okr.               | poślizg         |
|                   |    | 8        | Patrick Tambay        | McLaren-Ford       | G    | 56            | + 22 okr.               | wypadek         |
|                   |    | 12       | Gilles Villeneuve     | Ferrari            | G    | 55            | + 23 okr.               | wycieki oleju   |
|                   |    | 11       | Carlos Reutemann      | Ferrari            | G    | 55            | + 23 okr.               | poślizg         |
|                   |    | 1        | Niki Lauda            | Brabham-Alfa Romeo | G    | 52            | + 26 okr.               | silnik          |
|                   |    | 18       | Rupert Keegan         | Surtees-Ford       | G    | 52            | + 26 okr.               | silnik          |
|                   |    | 9        | Jochen Mass           | ATS-Ford           | G    | 43            | + 35 okr.               | silnik          |
|                   |    | 37       | Arturo Merzario       | Merzario-Ford      | G    | 39            | + 39 okr.               | zawieszenie     |
|                   |    | 15       | Jean-Pierre Jabouille | Renault            | G    | 38            | + 40 okr.               | silnik          |
|                   |    | 32       | Keke Rosberg          | Wolf-Ford          | G    | 15            | + 63 okr.               | sprzęgło        |
|                   |    | 14       | Emerson Fittipaldi    | Fittipaldi-Ford    | G    | 9             | + 69 okr.               | skrzynia biegów |
|                   |    | 24       | Eddie Cheever         | Hesketh-Ford       | G    | 8             | + 70 okr.               | wycieki oleju   |
|                   |    | 7        | James Hunt            | McLaren-Ford       | G    | 5             | + 73 okr.               | silnik          |
| P                 | Nr | Kierowca | Konstruktor           | Opony              | Okr. | Czas / Strata | Komentarz               |                 |

### Najszybsze okrążenie
| Nr | Kierowca       | Konstruktor | Opony | Czas     | Okr. |
| -- | -------------- | ----------- | ----- | -------- | ---- |
| 5  | Mario Andretti | Lotus-Ford  | G     | 1:17,090 | 2    |